# Synesuchus
Synesuchus is een geslacht van uitgestorven bystrowianide reptiliomorfen uit afzettingen van het Midden-Trias (Ladinien) van Komi, een republiek uit de noordelijke Oeral van Rusland. 
Het is bekend van het holotype PIN 4466/12, dat bestaat uit pantserschubben en uit de toegewezen specimina PIN 4466/10, 4466/11, 4466/13 en 4466/14. Het werd gevonden in de Nadkrasnokamenskayaformatie van de Bukobay Horizon. Het werd benoemd in 2000 door I.V. Novikov en M.A. Shishkin en de typesoort is Synesuchus muravjevi. De geslachtsnaam is afgeleid van Syne, van de Bolshaya Synya-rivier, en 'krokodil' (de Egyptische krodolinnengod heet Souchos in het Grieks), en de soortaanduiding eert de Russische geoloog Ivan Stepanovich Muravjev.